# Anthophora soikai
Anthophora soikai là một loài Hymenoptera trong họ Apidae. Loài này được Benoist mô tả khoa học năm 1961.